# Distrito de Mugu

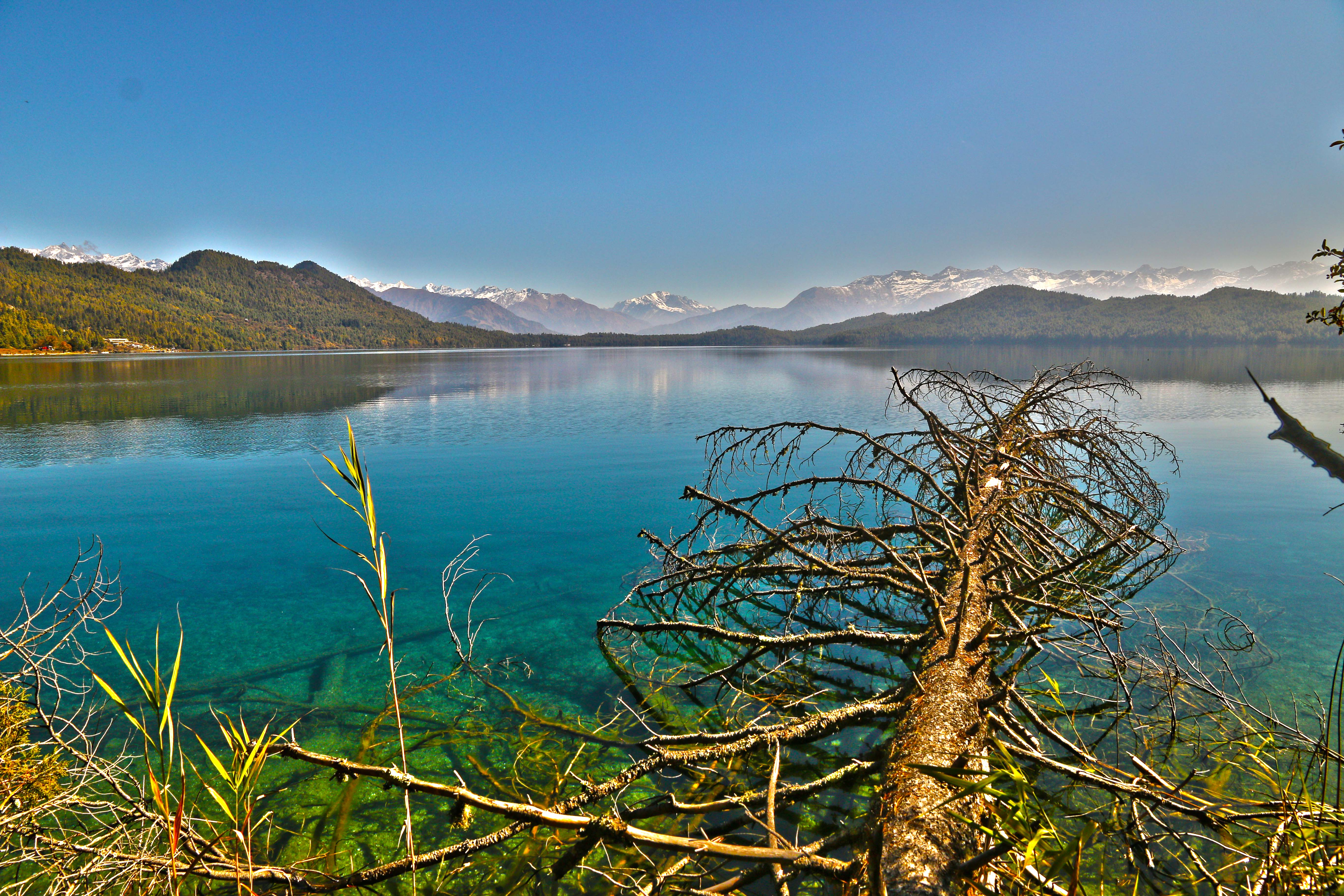
Lago Rara

El Distrito de Mugu, situado en la provincia de Karnali, constituye una de las setenta y siete divisiones administrativas de Nepal. Caracterizado por su condición de comarca remota y menos desarrollada, Mugu tiene como centro administrativo la localidad de Gamgadhi. Con una extensión territorial de 3 535 km², este distrito albergaba una población de alrededor de 55 286 habitantes según el censo de 2011.
Mugu destaca por su topografía sumamente accidentada, lo que lo convierte en uno de los distritos más desafiantes en términos geográficos. Sin embargo, su singularidad radica también en el hecho de acoger en su territorio el lago Rara, conocido también como Mahendra Daha, que ostenta el título de ser el mayor lago de Nepal. Este lago contribuye significativamente a la belleza natural de la región pero, a pesar de sus atractivos, el distrito enfrenta dificultades en términos de desarrollo socioeconómico.
Con una infraestructura limitada y condiciones socioeconómicas desafiantes, Mugu destaca por ser una de las zonas menos desarrolladas de Nepal. Su aislamiento geográfico agrega un componente adicional a los desafíos que enfrenta la comunidad local. A pesar de estas adversidades, la región se distingue por su riqueza natural y por la presencia del lago Rara, lo que le confiere una identidad única en el contexto nepalí.

## Turismo
El remoto distrito de Mugu es rico en recursos naturales. El lago Rara, el mayor de Nepal, se ubica en este distrito. Muchos turistas nacionales e internacionales llegan al distrito atraídos por este famoso y hermoso lago. Ubicado a una altitud de 2990 metros, cubre una extensión de aproximadamente 10,8 kilómetros cuadrados. El Parque Nacional Rara lo protege y lo rodea.
Pese a la actividad turística, Mugu sigue siendo el distrito menos desarrollado de Nepal.

## Demografía
El censo de Nepal de 2011 indicó que en el distrito de Mugu vivían 55 286 personas.
Como primer idioma, el 92,4 % hablaba nepalí; el 6,7 %, tamang; el 0,8 %, sherpa; y el 0,1 %, otros idiomas.
Por etnias y castas, el 48,9 % eran kshetris; el 15,4 %, thakuris; el 9,5 %, kamis; el 7,9 %, khampas / tamangs; el 5,9 % otros dalits; el 5,2 % bahuns; el 3,2 %, damai/dholi; el 1,3 %, sanyasi/dasnami; el 0,9 %, sarki; el 0,6 %, bhote; el 0,3 % kumal; el 0,2 %, lohar; el 0,2 %, newar; el 0,1 %, badi; el 0,1 % otros terai. El 0,2 % pertenecía a otros pueblos o castas.
La religión mayoritaria era el hinduismo (91,6 %), seguida a gran distancia del budismo (8,1 %) y el cristianismo (0,2 %). El 0,1 % restante profesaba otras religiones.
Tan sólo el 50,8 % de la población sabía leer y escribir, el 4,7 % sólo sabía leer y el 44,4 % no sabía leer ni escribir.